# Уратамі

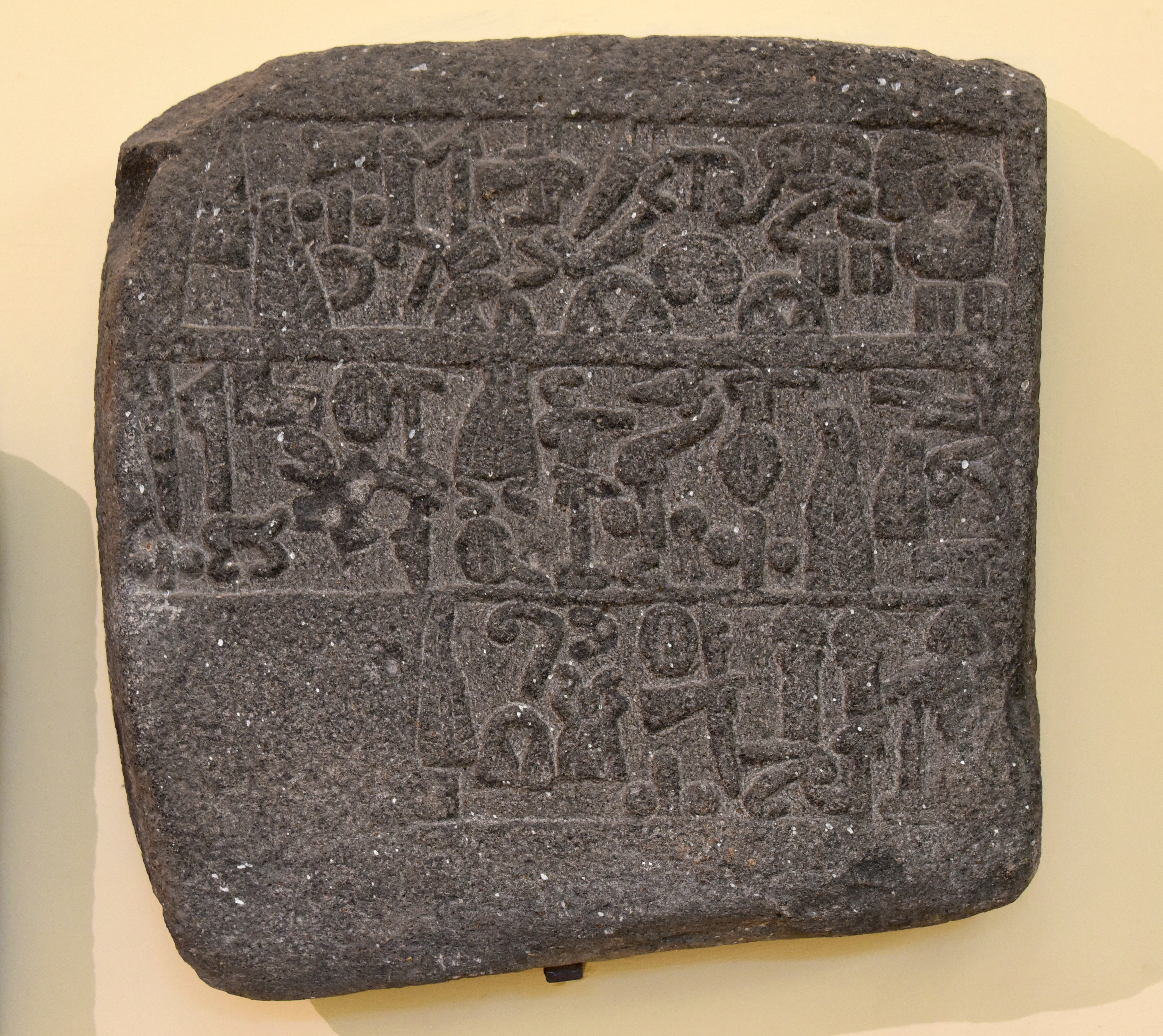
«Хаматський камінь» Уратамі з описом його та батька — Урхіліни — будівельних робіт

Уратамі (д/н — бл. 807 до н. е.) — цар Хамату в 840—806 роках до н. е. В ассирійських хроніках відомий як Рудаму.

## Життєпис
Походив з Хуритської династії. Син царі Урхіліни. Наприкінці правління останнього, близько 845 року до н. е., оголошений співцарем. Став одноосібним володарем близько 840 року до н. е. Продовжив розбудову міст, зведення нових і завершення добудови старих храмів. Разом з тим значну увагу став приділяти зведенням численних укріплень, оскільки не зникала ассирійська загроза. Було зведено фортеці (харнісанца) Урпата, Мусаніпа, Лака, Лабарна. Відомості про них містяться на так званих хаматських каменях 1—7. Також відоме листування (переше датоване близько 838 роком до н. е.) Уратамі з Мардук-аплар-узуром, царем Суху (держави в середній течії Євфрату), який напевне був союзником Хамату.
Водночас намагався зберегти антиассирійську коаліцію, але мусив протистояти Азаїлу, царю Араму. За деякими відомостями мусив стати його молодшим союзником або визнати зверхність. У 830-х роках до н. е. деякий час сплачував данину ассирійцям, але знову доєднався до союзу з Арамом проти Ассирії. У 834 році до н. е. разом з Арамейським царством протистояв новому ассирійському вторгненню. Втім у 832 році до н. е., згідно з ассирійськими джерелами, сплатив данину царю Шульману-ашареду III.
Панував до близько 807 року до н. е. Є дискусійним: чи повалив Уратамі арамей Заккур, або це сталося вже за сина Уратамі, що панував лише декілька років.